# Hendrik Barend Greven

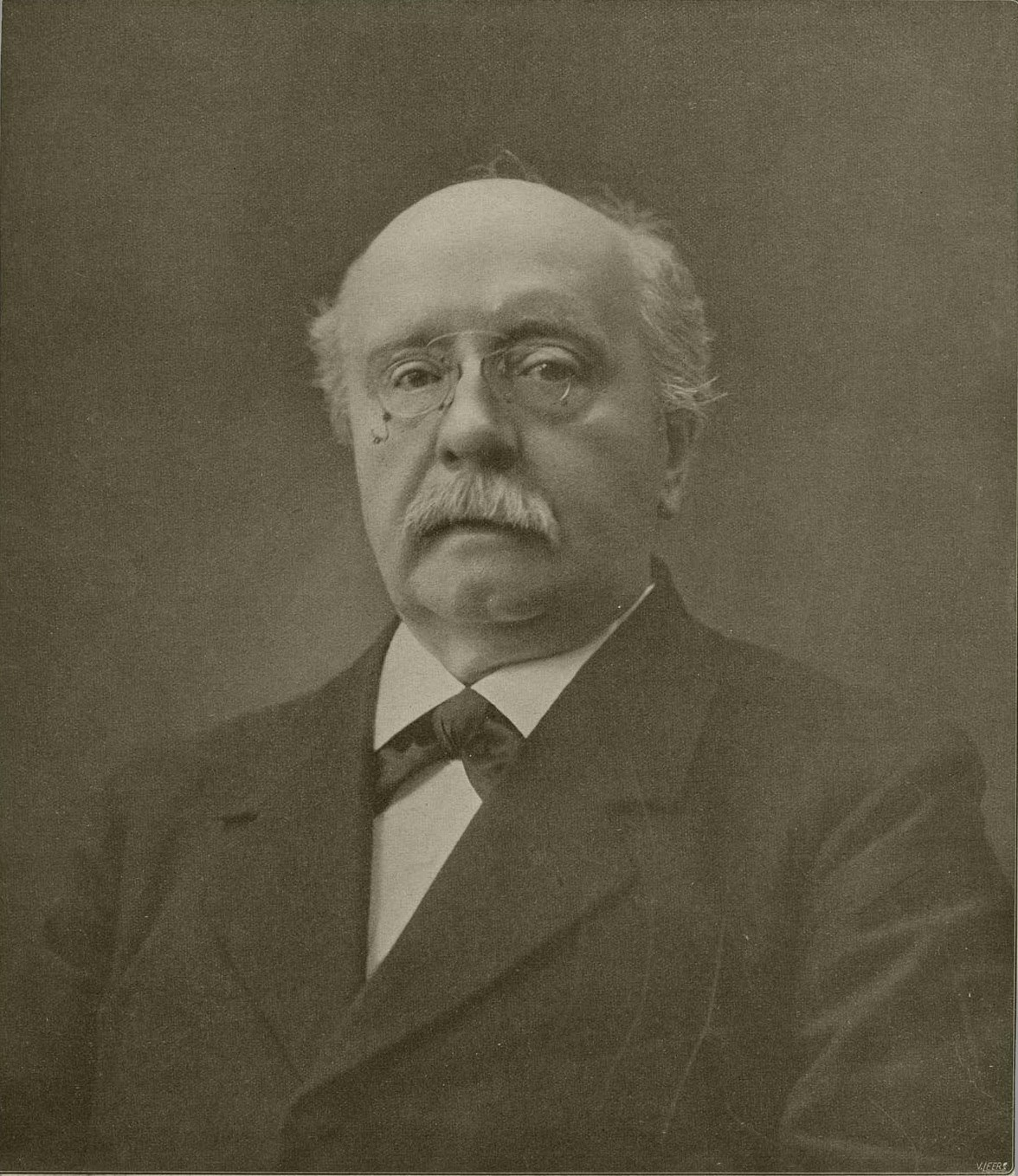
Hendrik Barend Greven

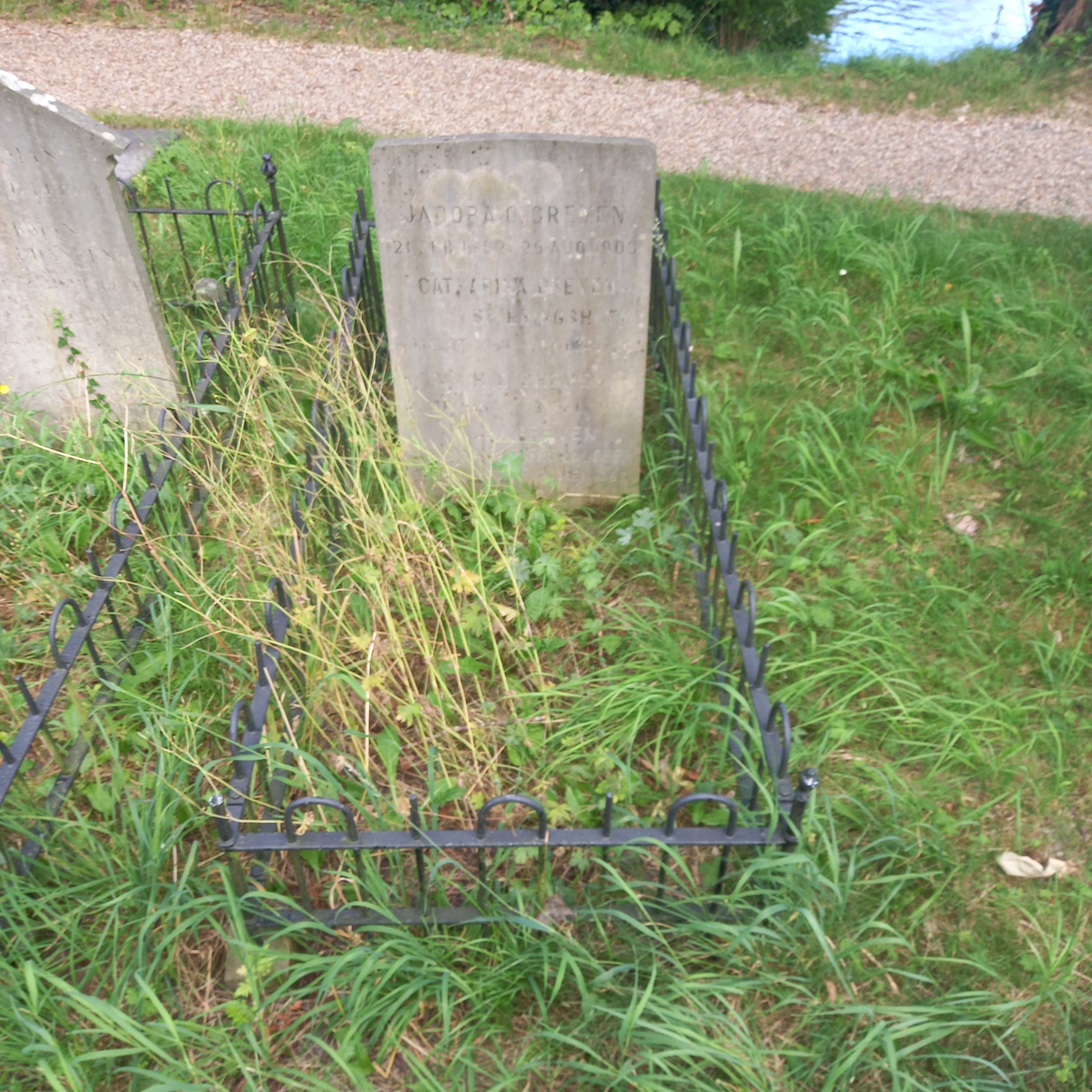
Das Grab von Hendrik Barend Greven und seiner Ehefrau Catharina geborene Spieringshoek im Familiengrab auf dem Friedhof Groenesteeg in Leiden

Hendrik Barend Greven (* 21. Dezember 1850 in Rotterdam; † 13. Dezember 1933 in Den Haag) war ein niederländischer Wirtschaftswissenschaftler und Statistiker.

## Leben
Hendrik Barend war der einzige Sohn des Kunstmalers Jacob Greven (* um 1807 in Rotterdam; † 27. März 1852 ebd.) und dessen am 5. September 1849 in Rotterdam geheirateten zweiten Frau Wilhelmina Johanna Gubbels (* 30. Oktober 1816 in Rotterdam; † 2. Februar 1895 in Rotterdam). Ab 1863 besuchte er das Gymnasium in Rotterdam und begann 1868 ein Studium an der Universität Leiden. Hier widmete er sich anfänglich theologischen Studien bei Abraham Kuenen und Johannes Henricus Scholten, wechselte aber später zur Rechtsfakultät, wo er sich unter Simon Vissering und Johannes Theodoor Buys wirtschaftlichen Themen widmete. Nachdem er 1874 Lehrer der Staatswissenschaften an der höheren Bürgerschule (HBS) in Leiden geworden war, promovierte er am 16. Oktober 1875 mit der Arbeit De ontwikkeling der bevolkingsleer unter Vissering zum Doktor der Rechte.
1879 wechselte er als Sekretärsmitglied an das Muntcollege in Utrecht, wurde am 4. Februar 1880 Professor der Volkswirtschaft, Statistik und politische Geschichte an der Universität Leiden, welche Aufgabe er mit der Rede Oude en nieuwe economie, een poging tot verzoening. 1903 wurde er Rektor der Alma Mater, wozu er die Rede Theoretische economie en sociale politiek hielt. Er beteiligte sich an der Einführung der Grenznutzentheorie und wurde Kommissar der ersten niederländischen Unfallversicherung, welche 1892 errichtet worden war. 1895 arbeitete er in der Staatskommission für Renten- und Invalidenversicherung und setzte sich für eine Sozialversicherung ein. Daneben war er Mitglied der Zentralen Kommission für Statistik, war 1892 Mitglied des Zentralamts für Statistik und wurde 1899 bis 1926 stellvertretender Vorsitzender der Einrichtung. 1915 wurde er aus seiner Professur emeritiert und lebte in seinen späteren Jahren in Den Haag.
Greven verheiratete sich am 13. Juli 1876 in Rotterdam mit Catharina Spieringshoek (* 5. März 1853 in Rotterdam; † 14. Februar 1926 in Den Haag), die Tochter des Simon Andries Spieringshoek (* 22. August 1821 in Rotterdam; † August 1891 ebd.) und dessen Frau Wilhelmina Josina Snelleman (* 8. September 1822 in Rotterdam; † 24. Januar 1898 ebd.). Aus der Ehe stammen zwei Töchter. Von diesen kennt man Wilhelmina Johanna Josina Greven (* 23. Juli 1877 in Leiden; † 21. Mai 1967 in Almelo) verheiratete sich 28. Juni 1915 in Leiden mit dem Lektor für Archäologie in Utrecht Dr. Abraham Rutgers van der Loeff (* 21. April 1876 in Barchem; † 20. Januar 1962 in Den Haag) und Jacoba Catharina Greven (* 21. Februar 1882 in Leiden; † 25. August 1903 ebd.)

## Werke (Auswahl)
- Doel en grondslag der moraal, twee schetsen. Rotterdam 1873 (Online)
- De ontwikkeling der bevolkingsleer. 1875
- Oude en nieuwe economie. 1880
- Praeadvies Ned. Jur. Vereen. over verplichte ongevallenverzekering.. 1887
- Dutch school of Economists. 1894
- Praeadvies Veereeniging voor Staathuishoudkunde en Statistiek over werkloosheidverzekering. 1897
- Theoretische economie en sociale politiek. 1903
- Praeadvies Vereeniging voor Staathuishoudkunde en Statistiek over verplichte ouderdoms- en invaliditeitsverzekering.. 1906